# Ronnie Radke

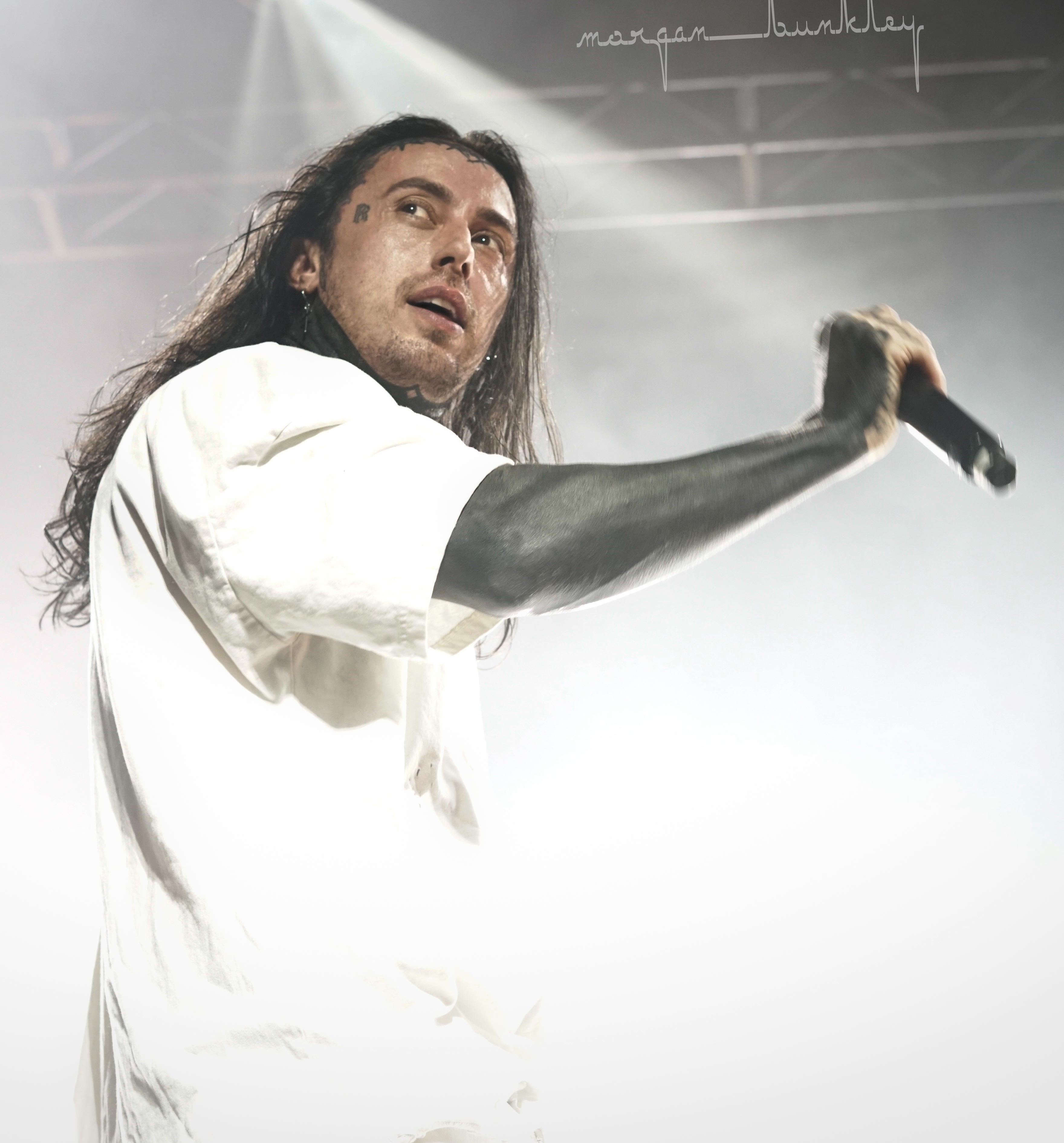
Ronnie Radke, 2023

Ronald Joseph „Ronnie“ Radke (* 15. Dezember 1983 in Las Vegas, Nevada) ist ein US-amerikanischer Rockmusiker und Songwriter. Er ist Gründer und Sänger von Falling in Reverse und war davor als Sänger bei der von ihm ebenfalls mitgegründeten Band Escape the Fate aktiv.

## Leben
Radke wuchs zusammen mit seinem älteren Bruder bei seinem Vater in eher ärmlichen Verhältnissen im Haushalt der Großmutter auf. Radkes Mutter hatte die Familie verlassen. Er lernte in seiner ersten Band, Gitarre und Piano zu spielen. Die ersten Stücke waren von Blink-182. Zu High-School-Zeiten gründete er mehrere Bands. Gemeinsam mit Robert Ortiz und Max Green gründete er im Jahr 2004 die Gruppe Escape the Fate, bei der er bis 2008 als Frontsänger tätig war. Er wurde wegen des Besitzes und des verdeckten Tragens eines Schlagrings (beides wurde zu nur einer Anklage wegen Körperverletzung zusammengefasst) zu einer Gefängnisstrafe von fünf Jahren auf Bewährung verurteilt. Infolge einer Verletzung der Bewährungsauflagen musste er zweieinhalb Jahre ins Gefängnis und deswegen Escape the Fate verlassen.
Noch zur Haftzeit gründete er 2008 die Gruppe Falling in Reverse. Ursprünglich nannte sie sich From Behind These Walls und benannte sich wegen eines Urheberrechtsproblems mit dem ursprünglichen Namen um. Nach Radkes Entlassung aus der Haft im Dezember 2010 nahmen sie ihr Debütalbum The Drug in Me is You auf und brachten es im Juli 2011 über Epitaph Records auf den Markt.

## Karriere

### 2004–2008:Escape the Fate
Gemeinsam mit seinem Freund Max Green, den er bei einer Talentshow kennenlernte, und Bryan Money gründete Radke im Jahr 2004 die Band Escape the Fate. Es stießen mit Omar Espinoza (ehemalig bei LoveHateHero) ein Schlagzeuger und mit Carson Allen ein Keyboarder zur Gruppe. Die Gruppe nahm ihre Escape the Fate EP-Demo auf und wurde Anfang des Jahres 2006 von Epitaph Records unter Vertrag genommen.
Unter Epitaph wurde die EP There's No Sympathy for the Dead und das Debütalbum Dying is Your Latest Fashion aufgenommen und veröffentlicht. Beide Tonträger wurden von Michael Baskette, einem Freund Radkes produziert.
Im Jahr 2006 wurden Radke und dessen Freund Chase Rader in eine Schießerei verwickelt, in der der damals 18-jährige Michael Cook getötet wurde. Radkes Freund Rader beging kurz nach der Tat Selbstmord. Ronnie Radke wurde wegen Anstiftung zum Mord zu vier Jahren Bewährung und zu einer Entschädigungszahlung von 100.000 Dollar verurteilt. Radke versäumte es, sich im Juni 2008 bei der Polizei zu melden, woraufhin die restliche Bewährungsstrafe in eine Gefängnisstrafe umgewandelt wurde. Aufgrund seiner Inhaftierung konnte die Gruppe für einen gewissen Zeitraum keine Tourneen außerhalb der USA bestreiten, da Radke sich unter anderem um die internationale Promotion gekümmert hatte. Die damals angekündigte Single Webs We Weave wurde nie veröffentlicht, erschien dann aber im Album Dying Is Your Latest Fashion im Jahr 2006. Kurz darauf ersetzte die Band Radke durch den ehemaligen Blessthefall-Sänger Craig Mabbitt. Die Gruppe begründete ihre Entscheidung auch mit Radkes Problemen mit Betäubungsmitteln und diverse Aufenthalten in Entzugskliniken.
Radke wurde am 12. Dezember 2010 aus der Haft entlassen.

### 2008–2024:Falling in Reverse

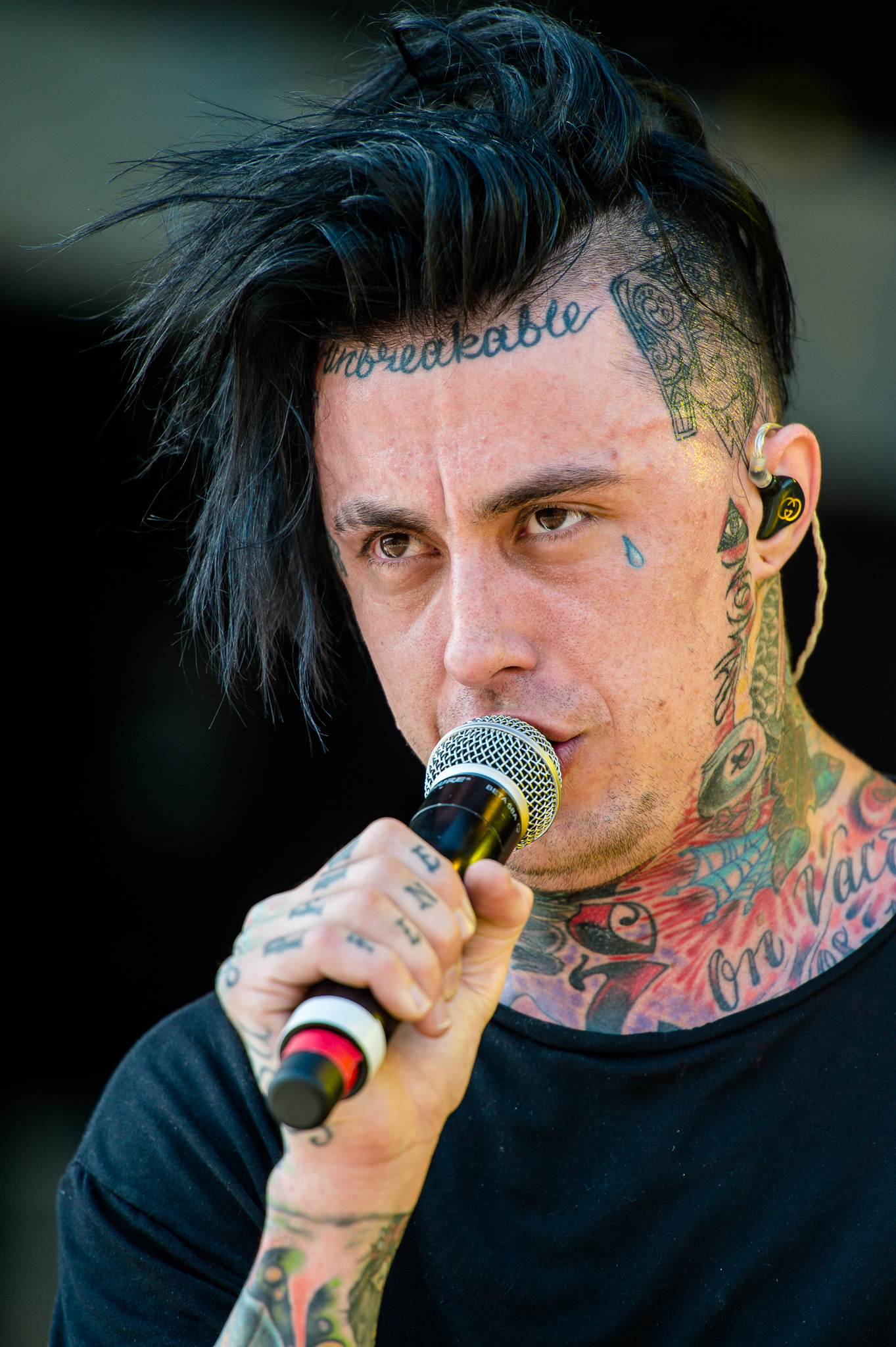
Ronnie Radke bei Rock im Park 2014

Bereits im Jahr 2006 plante Radke die Gründung einer neuen Band. Nachdem er im Jahr 2008 bei Escape the Fate durch Craig Mabbitt ersetzt wurde, gründete er im Dezember des gleichen Jahres noch im Gefängnis die Gruppe From Behind These Walls, die sich etwas später in Falling in Reverse umbenannte. Nachdem er im Dezember 2010 aus der Haft entlassen worden war, begann er mit der Gruppe an mehreren Demos zu arbeiten.
Falling in Reverse wurden von Epitaph Records unter Vertrag genommen und begannen noch im Dezember mit den Arbeiten an dem Debütalbum The Drug in Me is You, das im Juli 2011 weltweit veröffentlicht wurde. Im Oktober 2011 musste die Gruppe eine Tour mit Black Veil Brides absagen, da sich deren Sänger, Andy Biersack, bei einem Unfall verletzt hatte. Allerdings wurde für Dezember des gleichen Jahres eine erneute Konzertreise angekündigt.
Am 31. Oktober 2011 wurde Radke erneut festgenommen. Während eines Konzertes im Six Flags Great Adventure hatte er gegen Ende des Sets seiner Band drei Mikrofonständer in die Menge geworfen und dabei ein 16-jähriges Mädchen und einen 24-jährigen Mann verletzt. Er wurde aber nach einigen Tagen aus dem Gefängnis entlassen. Die Konzerthalle hat nach diesem Vorfall alle weiteren Metalkonzerte abgesagt und verboten. Im Juni 2012 wurde Radke für den Kerrang! Award in der Kategorie „Held des Jahres“ nominiert. Dieser ging jedoch an Rou Reynolds von Enter Shikari.

## Watch Me (Mixtape)
Ende 2013 gab Radke auf der Falling In Reverse Facebook-Seite bekannt, dass er im Frühling 2014 ein Mixtape veröffentlichen würde, welches 12 Lieder enthält, die dem Rap zuzuordnen sind. Zudem veröffentlichte er Ende 2013 die Single Destiny, welche bei einem E-Mail Signup gratis heruntergeladen werden konnte. Als weitere Freetracks wurden 2014 die Singles Stupid Boy, Never The Same und Already Dead veröffentlicht. Das Mixtape soll weitere Songs mit Features wie Andy Biersack, Danny Worsnop und Deuce enthalten.

## Diskografie

### Mit Escape the Fate
- 2005: Escape the Fate EP (Demo, Eigenproduktion)
- 2006: There's No Sympathy for the Dead (EP, Epitaph Records)
- 2006: Dying is Your Latest Fashion (Album, Epitaph Records)
- 2007: Situations (EP, Epitaph Records)

### Gastauftritte
- 2008: Guys Like You, Make Us Look Bad von Blessthefall (Live-Auftritt auf der Taste of Chaos Tour)
- 2012: Nobody Likes Me von Deuce (im Album Nine Lives)
- 2012: Situations von Escape the Fate (Live gemeinsam mit Omar Espinosa)